# Georgeana
Georgeana (лат.) — род усачей трибы Acanthocinini из подсемейства ламиин (не путать с родом Georgiana Aurivillius, 1912 и видом Georgiana xanthomelaena (White, 1856) из трибы Trachyderini и подсемейства Cerambycinae).

## Описание
Коренастые жуки с булавовидными бёдрам. От близких групп отличается следующими признаками: тело цилиндрическое, слегка приплюснутое; переднегрудь с боковыми бугорками, расположенными в задних углах, вершиной прямо назад; ширина мезовентрального отростка составляет половину мезококсы; переднеспинка без бугорков; надкрылья без центрально-базального гребня или киля; с синими чешуйками и металлическим отражением.

## Распространение
Встречаются в Южной Америке (Бразилия).